# ポール・アルテ
ポール・アルテ（Paul Halter、1956年6月19日 - ）は、フランスの推理作家。

## 経歴
1956年6月19日、フランスのバ＝ラン県アグノー郡に生まれる。幼少のころから推理小説を好み、最初のお気に入り作家はアガサ・クリスティだった。その後ジョン・ディクスン・カーの著書と出会い、ファンとなる。カーのシリーズ探偵であるギデオン・フェル博士やヘンリー・メリヴェール卿の活動を続けさせたいという思いから創作活動を始める。1986年に私家版で『赤髭王の呪い』を発表するが、主人公はフェル博士の予定だった。しかし許可が得られず、やむなく独自の探偵を創出することになる。これが現在もシリーズ探偵として活躍するツイスト博士である。
1987年、『第四の扉』を発表し、作家デビュー。同年同作品でコニャック・ミステリ大賞を受賞する。
1988年、『赤い霧』を発表し、フランス犯罪小説大賞を受賞する。
日本では2002年、早川書房から『第四の扉』の訳書が出版され、原書房の2003年版『本格ミステリ・ベスト10』で1位を獲得する。以降同ランキングで3年連続1位を獲得、他のランキングでも高順位を占め、日本のミステリファンに認知される。

## 作風
カーに憧れて創作活動を始めたというだけあり、密室殺人や怪奇趣味、不可能犯罪をテーマとした本格ミステリを書き続けている。本格推理小説の黄金時代への敬意からか、当時の有名な作品の名前が時にはそのまま、時には暗に登場する。シャーロック・ホームズやワトソン博士と思われる人物が登場したこともある。
シリーズ探偵は犯罪学者のアラン・ツイスト博士やオーウェン・バーンズ。年齢は60歳前後で長身痩躯、口髭を生やし、鼻眼鏡をかけている。かなりの大食漢。大声を上げたり格闘するなどの荒事は行わず、純粋に与えられた情報でもって犯罪を解決に導く。

## 主な作品

### ツイスト博士シリーズ（長編）
- La Quatrième porte（1987年）
  - 第四の扉（平岡敦訳、早川書房 ハヤカワ・ポケット・ミステリ、2002年5月 / 早川書房 ハヤカワ・ミステリ文庫、2018年8月）
- La Mort vous invite（1988年）
  - 死が招く（平岡敦訳、早川書房 ハヤカワ・ポケット・ミステリ、2003年6月 / 早川書房 ハヤカワ・ミステリ文庫、2022年7月）
- La Mort derrière les rideaux（1989年）
  - カーテンの陰の死（平岡敦訳、早川書房 ハヤカワ・ポケット・ミステリ、2005年7月）
- La Chambre du fou（1990年）
  - 狂人の部屋（平岡敦訳、早川書房 ハヤカワ・ミステリ1801、2007年6月）
- La Tête du tigre（1991年）
  - 虎の首（平岡敦訳、早川書房 ハヤカワ・ポケット・ミステリ、2009年1月）
- La Septième hypothèse（1991年）
  - 七番目の仮説（平岡敦訳、早川書房 ハヤカワ・ポケット・ミステリ、2008年8月）
- Le Diable de Dartmoor（1993年）
- À 139 pas de la mort（1994年）
  - 死まで139歩（平岡敦訳、早川書房 ハヤカワ・ポケット・ミステリ、2021年12月）
- L'image trouble（1995年）
- La Malédiction de Barberousse（1995年[注釈 1]）
  - 赤髯王の呪い（平岡敦訳、早川書房 ハヤカワ・ポケット・ミステリ、2006年8月）
- L'Arbre aux doigts tordus（1996年）
- Le Cri de la sirène（1998年）
- Meurtre dans un manoir anglais（1998年）
- L'Homme qui aimait les nuages（1999年）
- L’Allumette sanglante（2001年）
- La Toile de Pénélope（2001年）
- Les Larmes de Sibyl（2005年）
- Les Meurtres de la salamandre（2009年）
- La Corde d'argent（2010年）
- Le Voyageur du passé（2012年）
- La Tombe indienne（2013年）

### ツイスト博士シリーズ（短編）
- Les Morts Dansent la Nuit（1988年）
  - 死体は夜中に踊る（平岡敦訳、ハヤカワ・ポケット・ミステリ『赤髯王の呪い』に併録）
- Meurtre à Cognac（1999年）
  - コニャック殺人事件（平岡敦訳、ハヤカワ・ポケット・ミステリ『赤髯王の呪い』に併録）
- L'Appel de la Lorelei（2000年）
  - ローレライの呼び声 （平岡敦訳、ハヤカワ・ポケット・ミステリ『赤髯王の呪い』に併録）
- La Tombe de David Jones（2002年）
- La balle de Nausicaa（2008年）
- Le mystère du gong indien（2010年）
- L’échelle de Jacob（2014年）
- La vengeance de l’épouvantail（2016年）
- Le Livre jaune（2017年）
- Les feux de l'enfer（2018年）

### オーウェン・バーンズシリーズ（長編）
- Le Roi du désordre 1994年
  - 混沌の王（平岡敦訳、行舟文化、2021年9月）
- Les Sept Merveilles du crime（1997年）
  - 殺人七不思議（平岡敦訳、行舟文化、2020年9月）
- Les Douze Crimes d'Hercule（2001年）
- La Ruelle fantôme（2005年）
  - あやかしの裏通り（平岡敦訳、行舟文化、2018年7月）
- La Chambre d’Horus（2007年）
- Le Masque du vampire（2014年）
  - 吸血鬼の仮面（平岡敦訳、行舟文化、2023年6月）
- La Montre en or（2019年）
  - 金時計（平岡敦訳、行舟文化、2019年5月）
- Le Mystère de la Dame Blanche（2020年）
  - 白い女の謎（平岡敦訳、行舟文化、2024年12月）

### オーウェン・バーンズシリーズ（短編）
- La marchande de fleurs（1998年）
  - 花売りの少女（平岡敦訳、行舟文化、2019年5月[注釈 2]）
- La Hache（2000年）
  - 斧（平岡敦訳、行舟文化、2018年7月[注釈 3]）
- L'Homme au visage d'argile（2012年）
  - 粘土の顔の男（平岡敦訳、行舟文化、2020年9月[注釈 4]）
- Le Loup de Fenrir（2015年）
  - 怪狼フェンリル（平岡敦訳、行舟文化、2021年9月[注釈 5]）
- Le Casque d'Hadès（2019年）
  - ハデスの兜（平岡敦訳、行舟文化、2024年12月[注釈 6]）
- Le Voleur d'étoiles（2021年）
  - 星を盗む者（平岡敦訳、行舟文化、2023年6月[注釈 7]）

### その他
- Le Brouillard rouge（1988年）
  - 赤い霧（平岡敦訳、早川書房 ハヤカワ・ポケット・ミステリ、2004年10月）
- La Lettre qui tue（1992年）
  - 殺す手紙（平岡敦訳、早川書房 ハヤカワ・ポケット・ミステリ、2010年10月）
- Le Cercle Invisible（1996年）
- Le Crime de Dédale（1997年）
- Le Géant de pierre （1998年）
- Le Mystère de l'Allée aux Anges（1999年）
- Le Chemin de la lumière（2000年）
- La Nuit du loup（2000年）
- Les Fleurs de Satan（2002年）
- Le Tigre borgne（2004年）
- Lunes assassines（2006年）
- La Nuit du Minotaure（2008年）
- Le Testament de Silas Lydecker（2009年）
- La Balle de Nausicaa（2011年）
- Spiral（2012年）

### 単行本未収録
- 殺人エスカレーター（平岡敦訳、早川書房 『ミステリマガジン』 2009年9月号） - 短編
- 狼の夜（平岡敦訳、早川書房 『ミステリマガジン』 2014年9月号） - 短編
- つずみ綾「ポール・アルテとのメイル交換」（南雲堂『本格ミステリー・ワールド』） - 年1回刊行のムックに2009年版から掲載